# Strada statale 450 di Affi
La ex strada statale 450 di Affi (SS 450), ora strada regionale 450 di Affi (SR 450), è una strada regionale italiana che percorre l'entroterra veneto del basso lago di Garda.

## Storia
Originariamente la strada statale 450 venne istituita con Decreto Ministeriale del 30/08/1965 - G.U. 290 del 20/11/1965 con percorso: innesto strada statale 12 dell'Abetone e del Brennero presso Sant'Ambrogio di Valpolicella - Pescantina - innesto strada statale 11 Padana Superiore presso Castelnuovo di Verona con un'estesa di km 12,000 e la denominazione di strada statale 450 di Valpolicella.
Con Decreto Ministeriale del 16/11/1970 - G.U. 29 del 4/02/1971 venne modificato il percorso in: innesto strada statale 12 dell'Abetone e del Brennero presso Sant'Ambrogio di Valpolicella - Pastrengo - innesto strada statale 11 Padana Superiore presso Castelnuovo di Verona con un'estesa di km 12,900 e la denominazione di strada statale 450 Vecchia Napoleonica.
Infine, con Decreto Ministeriale del 16 marzo 1989 - G.U. 98 del 28/04/1989 la denominazione di strada statale 450 di Affi venne attribuita alla superstrada di nuova costruzione che tuttora la conserva, con i due capisaldi "innesto S.S. n. 11 presso Cavalcaselle - casello autostradale di Affi A/22". Il precedente tracciato, completamente diverso, venne declassato a viabilità provinciale.

## Percorso
Collega la ex strada statale 11 Padana Superiore (località Cavalcaselle) all'autostrada A22 del Brennero, per una lunghezza complessiva di 13,300 chilometri.
Classificata come strada extraurbana principale, è a carreggiate separate, con due corsie per ciascun senso di marcia, senza corsia di emergenza.
Nel 2007 è stato completato il prolungamento della strada verso sud per ulteriori 1,5 chilometri, sino alla rotatoria di Castelnuovo del Garda che la collega alla tangenziale sud di Peschiera del Garda, anch'essa di recente completamento. Questo intervento si è reso necessario al fine di diminuire il numero di veicoli, soprattutto mezzi pesanti, che transitavano nel centro abitato di Cavalcaselle (frazione di Castelnuovo del Garda): il tratto in questione è stato classificato come SR 11 dir.
In seguito al decreto legislativo n. 112 del 1998, dal 1º ottobre 2001, la gestione è passata dall'ANAS alla Regione Veneto; dal 20 dicembre 2002 la gestione è ulteriormente passata alla società Veneto Strade.

## Tabella percorso
| di Affi |                                                                                  |      |      |           |
| Tipo    | Indicazione                                                                      | ↓km↓ | ↑km↑ | Provincia |
|         | Padana Superiore Peschiera del Garda - Milano-Venezia                            | 0,0  | 13,3 | VR        |
|         | Padana Superiore Castelnuovo del Garda                                           | 0,0  | 13,3 | VR        |
|         | Colà - Sandrà                                                                    | 3,3  | 9,6  | VR        |
|         | Area di servizio "Colà"                                                          | -    | 8,5  | VR        |
|         | Area di servizio "Lazise Est"                                                    | 5,0  | -    | VR        |
|         | Lazise - Bussolengo Verona-Lago                                                  | 6,3  | 6,9  | VR        |
|         | Pastrengo - Piovezzano - Calmasino                                               | 9,0  | 4,2  | VR        |
|         | Cavaion Veronese - Bardolino                                                     | 10,8 | 2,3  | VR        |
|         | Affi del Pozzo dell'Amore                                                        | 13,0 | 0,3  | VR        |
|         | Modena-Brennero di San Peretto - Sant'Ambrogio di Valpolicella - Rivoli Veronese | 13,3 | 0,0  | VR        |